# Kanion Cotahuasi

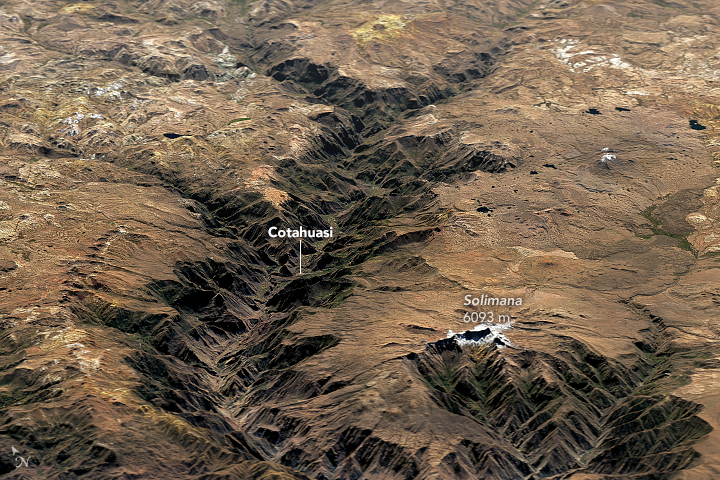
Zdjęcie kanionu wykonane przez nałożenie danych z satelity Landsat 8 i danych radarowych z misji Shuttle Radar Topography Mission (SRTM)

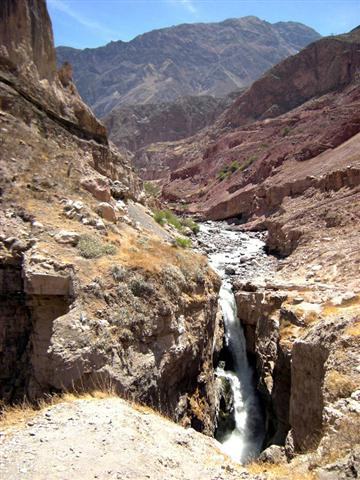
Wodospad Sipia

Kanion Cotahuasi – kanion rzeki Cotahuasi w regionie Arequipa, w Peru. 
Drugi pod względem głębokości kanion na kontynencie amerykańskim (po kanionie Colca) – jego głębokość sięga 3370 m. W pobliżu znajdują się dwa opadające w dół wąwozu wodospady: Sipia (150 m) i Uskune (90 m).
W 1988 obszar kanionu został uznany strefą turystyczną i można w jego rejonie uprawiać trekking, kolarstwo górskie, organizować wyprawy kajakowe i loty na lotniach. W dolinie rzeki Cotahuasi znajdują się źródła termalne, z których wypływa woda o temperaturze od 40 do 100 °C.